# Исаакий (Квитка)
Митрополи́т Исаа́кий (в миру Гео́ргий Петро́вич Кви́тка; род. 4 мая 1978, Борисовка, Одесская область) — епископ неканонической юрисдикции—Истинно-православной церкви Киево-Русской митрополии; является её первоиерархом, митрополитом Киевским и всея Руси.

## Биография
Родился 4 мая 1978 года в селе Борисовка Татарбунарского района Одесской области Украинской ССР. После окончания средней школы в 1996 году поступил послушником в Пантелеимоновский монастырь города Одессы и на заочный сектор Одесской духовной семинарии. В конце 1996 года там же был пострижен в иночество с наречением имени Лука.
В 1997 году инок Лука (Квитка) перешёл в Бессарабскую митрополию Румынской православной церкви, где митрополитом Дубоссарским и всех земель Бессарабских Петром (Пэдурару) был хиротонисан во иеродиакона, а позднее во пресвитера. В том же году священноинок Лука (Квитка) был пострижен в монашество с наречением имени Исаакий в честь святого Исаакия Далматского.
В 1998 году иеромонах Исаакий (Квитка) присоединившись к Русской истинно-православной церкви, возглавляемой архиепископом Лазарем (Журбенко) РПЦЗ.
В 2001 году иеромонах Исаакий был назначен благочинным Свято-Николаевского монастыря в городе Богуславе Киевской области, а в 2002 году настоятелем Свято-Успенского храма в селе Бузуков Черкасского района Черкасской области.
Перейдя в юрисдикцию Украинской Автокефальной Православной Церкви (канонической) (УАПЦ(К), 14 октября 2003 году иеромонах Исаакий (Квитка) был возведён в достоинство архимандрита и наречён во епископа, митрополитом Киевским и всея Руси-Украины Моисеем (Куликом).

### Архиерейство
10 октября 2004 года архимандрит Исаакий был хиротонисан во епископа. Его архиерейскую хиротонию единолично совершил иерарх УАПЦ(К) архиепископ Парижский Николас (Дюваль) (ныне митрополит и Первоиерарх неканонической Автономной православной церкви Европы).
Спустя непродолжительное время после своего архиерейского рукоположения епископ Исаакий (Квитка) перешёл в юрисдикцию Украинской православной церкви в Америке, где в 2005 году был наделён титулом архиепископа Черкасского и Одесского.
В 2008 году архиепископ Исаакий (Квитка) перешёл в юрисдикцию ИПЦ(Р). На заседании Священного синода Истинно-православной церкви юрисдикции митрополита Рафаила (Прокопьева) ИПЦ(Р), проходившем 14 июля 2008 года, было принято решение о включении архиепископа Черкасского и Одесского Исаакия (Квитки) в состав религиозной организации, согласно поданному прошению.
На заседании Священного Синода ИПЦ(Р), состоявшемся 5 сентября 2011 года архиепископ Исаакий (Квитка) в связи с утратой доверия, Священным синодом был исключён из состава упомянутой религиозной организации.
9-10 ноября 2011 года архиепископ Исаакий принимал участие в заседании Архиерейского синода Русской Православной Церкви Заграницей юрисдикции митрополита Агафангела (Пашковского), на котором рассматривалось его прошение о вхождении в состав названной религиозной организации. После рассмотрения вопроса Архиерейский синод РПЦЗ(А) предложил архиепископу Исаакию воссоединение в звании рядового монаха с последующим рукоположением в иерейский сан и назначением на должность благочинного.
Не приняв предложение Архиерейского синода РПЦЗ(А), архиепископ Исаакий в 2012 году едет в Грузию с епископом Николаем (Модебадзе). В Грузии епископ Бодбийский Иларион (Самхарадзе) и епископ Иверский и Причерноморский Николай (Модебадзе) 25 июня 2012 года, перерукоположили по всем степеням священнства Исаакия (Квитку), с возведениеи в архиепископа Черкасского и Одесского. По возвращении из Грузии 30 сентября 2012 года архиепископ Исаакий (Квитка) и епископ Николай (Модебадзе) перерукополагают епископа Алексия (Бойко) с возведением его в чин архиепископа Кубанского и Донского, вместе с которым совершил рукоположение целого ряда новых архиереев и сформировал новую неканоничную религиозную организацию Истинно-православная церковь Киево-Русская митрополия. 18 октября 2013 года архиепископ Исаакий (Квитка) решением Синода Истинно-православной церкви Киево-Русской митрополии, избран первоиерархом и наделён титулом митрополита Киевского и всея Руси.